# فيلهلم دلتاي
فيلهلم دلتاي (بالألمانية: Wilhelm Dilthey) (1911-1833)، فيلسوف وطبيب نفسي وعالم اجتماع ألماني، يعتبر الممثل الرئيسي للفلسفة بوست-هيغلية في النصف الثاني من القرن التاسع عشر وأوائل القرن 20. سعى إلى استخدام فئات كانط التصاعدية في ميادين علوم الروح، أي العلوم الإنسانية إلا وهي، جيستيسويسينشافتين، وفي العلوم التاريخية من خلال نقد العقل التاريخي، فاتحا بهذا الطريق أمام «فلسفة رؤى العالم» ويلتانشاوونجسفيلوسوفي، أي نقد تاريخي للعقل.
دلتاي يعتبر من الفلاسفة الأكثر نفوذا في فلسفة الحياة. وقد ارتبط ارتباطا وثيقا بالحركة التاريخية أو بفلسفة التاريخ، التي اعتبرها فلسفة للفهم.التي هي أداة للكشف عن الحياة في الحياة. تفكير دلتاي يرتكز أساسيا على ما يلي: - قبوله للنظرية القائلة بأن الفلسفة تنشأ من مشكلة الحياة اليومية.- قبوله بأن الفلسفة يجب أن ترتبط ارتباطا وثيقا بمعرفة الحياة.
أحد ثوابت فكر دلتاي: الوعي بتاريخية الموجود البشري، إذ الإنسان تاريخي لأنه يعيش في الزمان ولا يتحدد وجوده، في نهاية المطاف، إلا بالميلاد والموت، ويتألف من سلسلة حلقاتها «ماض وحاضر ومستقبل». والعلاقة بين الأفراد تاريخية أيضا، ومن هنا فإن عالم الإنسان هو عالم التاريخ.

## أعماله

### علم النفس
كان دلتاي مهتماً بعلم النفس. في كتابه أفكار تهتم بعلم النفس الوصفي والتحليلي المنشور عام 1894، وصف الفرق بين علم النفس التفسيري وعلم النفس الوصفي (المعروف أيضاً علم النفس التحليلي): باستخدام مصطلحاته، علم النفس التفسيري هو دراسة الظواهر النفسية من وجهة نظر الشخص الثالث (أي شخص حيادي)، والتي تتضمن الخضوع لنظام قائم على السببية، في حين يُعتبر علم النفس الوصفي منهجاً يحاول تفسير الآلية التي تجتمع فيها عمليات ذهنية مختلفة في «الشبكة البنيوية للوعي».
يعتمد هذا التفريق على الفرق الأكثر عمومية بين العلوم التفسيرية من جهة، والعلوم الوصفية المعتمدة على مبدأ  الفهم الفلسفي من جهة أخرى.
في كتابه اللاحق بناء العالم التاريخي في علم الاجتماع الصادر عام 1910، استخدم مصطلحاً بديلاً هو علم النفس البنيوي للإشارة إلى علم النفس الوصفي.

### علم الاجتماع
كان دلتاي مهتماً أيضاً بالمجال الذي يُعرف في القرن الحادي والعشرين باسم علم الاجتماع، على الرغم من معارضته لهذه التسمية، إذ كان علم الاجتماع في ذلك الوقت مقتصراً على أفكار أوغست كونت وهربرت سبنسر. اعترض على افتراضاتهما الجدلية/التطورية حول التغيرات الضرورية التي يجب أن تمر بها جميع البنى الاجتماعية، بالإضافة إلى منهجيتهما العلمية الطبيعية الضيقة. كانت فكرة الوضعية لكومت -وفق رأي دلتاي- وحيدة الجانب ومغالطة.
من جهة أخرى، كان لدى دلتاي آراء إيجابية حول مذهب الكانطية الجديدة في علم الاجتماع متمثلاً بجورج سيمل، والذي كان زميله عندما درسا في جامعة برلين. أصبح سيمل بحد ذاته فيما بعد زميلاً لماكس فيبر، وهو المؤسس الأول لمعاداة الوضعية في علم الاجتماع. يرى الكاتب جيه. آي. هانز باكر أن دلتاي يجب أن يُصنف ضمن مفكري علم الاجتماع الكلاسيكي نظراً لتأثيره على تأسيس علم الاجتماع المعادي للوضعية المعتمد على مبدأ الفهم وطريقة الفهم الفلسفية.